# Анитаполис
Анитаполис (порт. Anitápolis)  —  муниципалитет в Бразилии, входит в штат Санта-Катарина. Составная часть мезорегиона Гранди-Флорианополис. Входит в экономико-статистический  микрорегион Табулейру. Население составляет 2990 человек на 2006 год. Занимает площадь 542,380 км². Плотность населения — 5,5 чел./км².

## История
Город основан 29 декабря 1961 года. 

## Статистика
- Валовой внутренний продукт на 2003 составляет 28.434.251,00 реалов (данные: Бразильский институт географии и статистики).
- Валовой внутренний продукт на душу населения на 2003 составляет 9.166,43 реалов (данные: Бразильский институт географии и статистики).
- Индекс развития человеческого потенциала на 2000 составляет 0,773 (данные: Программа развития ООН).

## География
Климат местности: мезотермический гумидный.